# Burnettia cuneata
Burnettia cuneata – gatunek roślin z monotypowego rodzaju Burnettia z rodziny storczykowatych (Orchidaceae). Rośliny występują w Australii w stanach Tasmania, Wiktoria i Nowa Południowa Walia.

## Systematyka
Gatunek sklasyfikowany do podplemienia Megastylidinae w plemieniu Diurideae, podrodzina storczykowe (Orchidoideae), rodzina storczykowate (Orchidaceae), rząd szparagowce (Asparagales) w obrębie roślin jednoliściennych.